# コンスタンチン・シデンコ

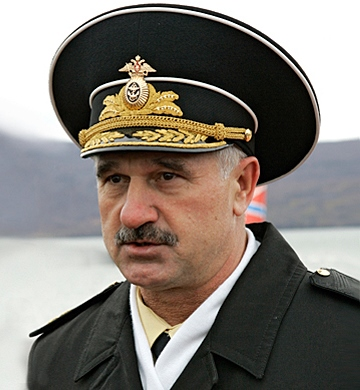
コンスタンチン・シデンコ

コンスタンチン・セミョーノヴィチ・シデンコ（ロシア語: Константин Семьонович Сиденко, ラテン文字転写: Konstantin Semyonovich Sidenko、1953年2月2日 - ）は、ロシア海軍の軍人、東部軍管区司令官。大将。

## 経歴
ハバロフスク出身。1975年、S.O.マカロフ太平洋高等海軍学校を卒業。太平洋艦隊において、巡洋潜水艦の魚雷戦闘班長、大型潜水艦の副艦長、先任副艦長として勤務し、海軍高等特殊将校課程修了後、大型潜水艦の艦長。
1989年、海軍アカデミー卒業後、太平洋艦隊に戻り、潜水艦師団の副師団長として勤務。
1994年、ロシア連邦軍参謀本部アカデミーを卒業し、太平洋艦隊において、潜水艦師団長、潜水艦小艦隊参謀長、戦隊参謀長に任命。1999年8月から北東軍集団参謀長、2000年6月から北東軍集団司令官。
2002年4月から太平洋艦隊参謀長/第一副司令官。
2006年5月6日、バルト艦隊司令官に任命。
2007年12月6日、ロシア連邦大統領令により、60歳の定年を迎えて退職するヴィクトル・フョードロフ大将の後任の太平洋艦隊司令官に任命された。
離任直前の2010年に大将に昇進。直後連邦軍改革により再編された軍管区の一つ、東部軍管区の司令官に就任した。